# Wojownicy (film 1979)
Wojownicy – amerykański film sensacyjny w reżyserii Waltera Hilla, na podstawie powieści Sola Yuricka z 1965 roku o tym samym tytule. Film został zrealizowany w Stanach Zjednoczonych 9 lutego 1979 r. 

## Fabuła
Film opowiada o fikcyjnym nowojorskim gangu ulicznym, który musi przebyć trasę z północnego Bronksu na Coney Island, dzielnicę znajdującą się na południowym Brooklynie. 
Pomimo początkowo negatywnego odbioru, Wojownicy stali się filmem kultowym, wysoko ocenianym przez krytyków. Po premierze powstało kilka spin-offów, w tym gry wideo i seria komiksów.

## Obsada
- Michael Beck – Swan
- James Remar – Ajax
- Dorsey Wright – Cleon
- Brian Tyler – Snow
- David Harris – Cochise
- Tom McKitterick – Cowboy
- Marcelino Sánchez – Rembrandt
- Terry Michos – Vermin
- Deborah Van Valkenburgh – Mercy
- Roger Hill – Cyrus
- David Patrick Kelly – Luther
- Thomas G. Waites – Fox[3]